# Houmt Souk
Houmt Souk er den største by på øen Djerba i Tunesien. Byen med ca. 45.000 indbyggere er beliggende på en slette på den nordlige kyst af Djerba ca. 20 km. fra Ajim og ca. 22 km. fra El Kantara.
Byens marked Souk er et populært turistmål. 
Houmt Souk har udviklet sig ud fra den romerske by Gerba (eller Girba), hvor de to romerske kejsere, Trebonianus Gallus og hans søn Volusianus, blev født.